# Jelena Beglova
Jelena Nikolajevna Beglova (Russisch: Елена Николаевна Беглова) (Moskou, 1 september 1987) is een Russisch basketbalspeelster die uitkomt voor het nationale team van Rusland. Ze werd Meester in de sport van Rusland, Internationale Klasse.

## Carrière
In 2014 ging Beglova spelen voor BK Moskou. Met die club haalt ze de finale om de EuroCup Women. Ze verloren van Beretta Famila Schio uit Italië met een totaalscore over twee wedstrijden met 136-165. In 2008 gaat Beglova spelen voor Spartak SHVSM Efes. In 2012 gaat ze naar Energia Ivanovo. In 2014 verhuisd ze naar Nadezjda Orenburg. Met die club verloor ze de finale van de EuroLeague Women. Ze speelde de finale in Istanboel tegen UMMC Jekaterinenburg uit Rusland en verloor die finale met 69-72. In 2017 stapte ze over naar UMMC Jekaterinenburg. Met UMMC wint ze het Landskampioenschap van Rusland in 2018, 2019, 2020, 2021, 2023, 2024 en 2025. Ook wint ze de finale om de EuroLeague Women. Ze won van Sopron Basket uit Hongarije met 72-53. In 2018 won ze ook de FIBA Europe SuperCup Women van Galatasaray uit Turkije met 79-40. In 2019 won Beglova voor de tweede keer de finale om de EuroLeague Women. Ze wonnen van Dinamo Koersk uit Rusland met 91-67. Ook won ze in 2019 de FIBA Europe SuperCup Women van Nadezjda Orenburg uit Rusland met 87-67. In 2021 won ze de finale om de EuroLeague Women. Ze wonnen van Perfumerías Avenida uit Spanje met 78-68. Het seizoen 2021-22 speelde ze niet omdat ze in verwachting was. In 2022 tekende ze een nieuw contract bij UMMC Jekaterinenburg.
Met Rusland speelde Beglova op het Europees kampioenschap in 2015 en 2017.

## Privé
In 2010 trouwde ze met de basketbalspeler Nikita Stepanenkov. Op 27 juni 2011 beviel ze van een dochter Maria.

## Erelijst
- Landskampioen Rusland: 7
  - Winnaar: 2018, 2019, 2020, 2021, 2023, 2024, 2025
  - Tweede: 2015, 2016
  - Derde: 2017
- Bekerwinnaar Rusland: 4
  - Winnaar: 2019, 2023, 2024, 2025
  - Runner-up: 2015, 2016
- EuroLeague Women: 3
  - Winnaar: 2018, 2019, 2021
  - Runner-up: 2016, 2020
- EuroCup Women:
  - Runner-up: 2008
- FIBA Europe SuperCup Women: 2
  - Winnaar: 2018, 2019